# Mercado del Clot

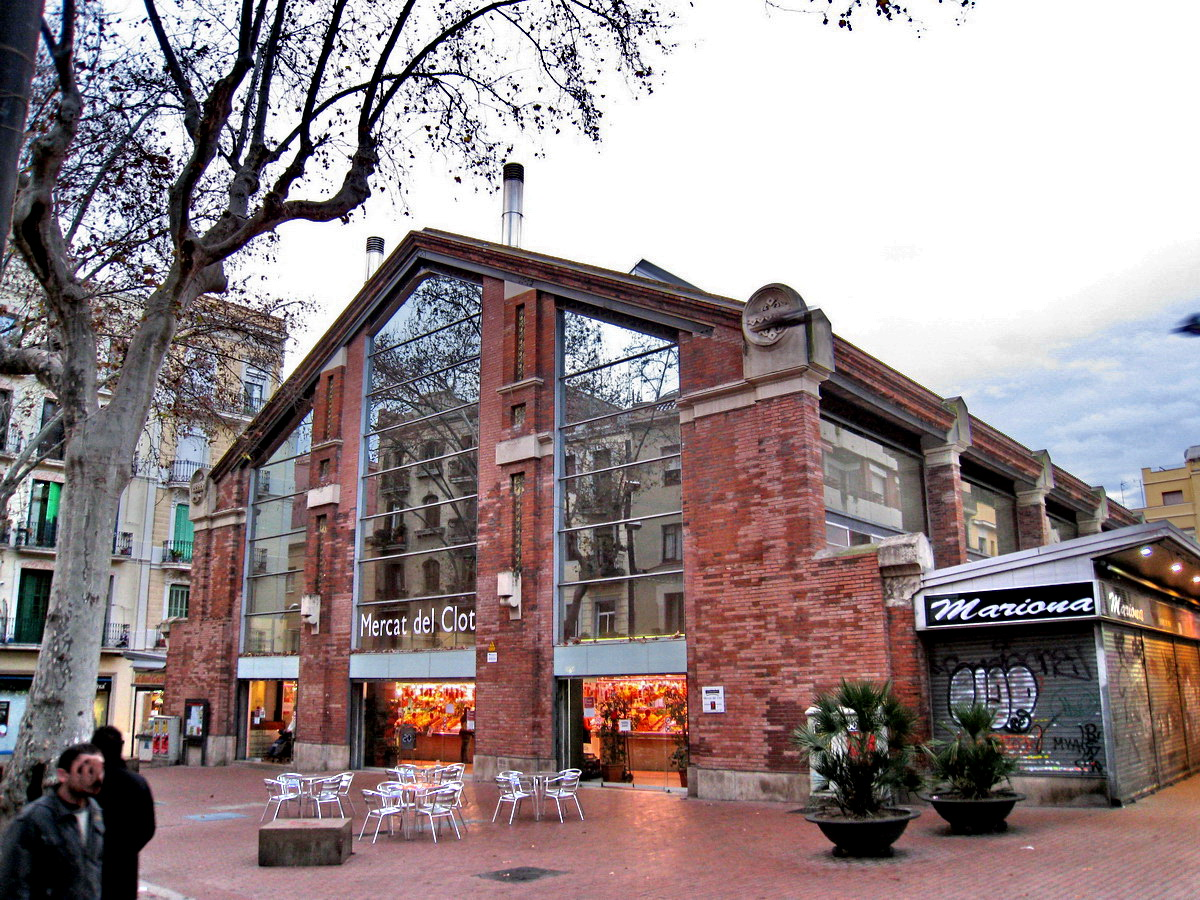
El mercado del Clot en 2009.

El mercado del Clot es un mercado del barrio de El Clot, en Barcelona (España). Fue proyectado por el arquitecto Pedro Falqués (autor también del posterior mercado de Sants) y su construcción empezó en 1884, siendo inaugurado en 1889. El edificio está catalogado como bien cultural de interés local.

## Descripción
El edificio, de estilo premodernista, es de planta rectangular y posee una cubierta a dos vertientes. La estructura es metálica. Interiormente está dividido en tres naves a base de cerchas y cierres de obra vista, con elementos decorativos de piedra. En los machones de las dos fachadas principales hay elementos decorativos de cerámica.

## Historia
Los orígenes del mercado se remontan al siglo XIX, cuando se inició un mercado al aire libre cuando todavía El Clot formaba parte del antiguo municipio de San Martín de Provensals. Sin embargo, debido al crecimiento de la actividad del mercado y de la demografía del barrio, se decidió construir un mercado cubierto en uno de los terrenos de la familia Buxó para resguardar los paradistas y los clientes de las inclemencias meteorológicas.
Entre 1994 y 1995 fue reformado y se sustituyeron en la fachada los lamales de madera que permitían la ventilación por vitrales. Además se construyó un aparcamiento, un nuevo pavimiento interior, servicio de alcantarillado, nuevas paradas y dos plantas subterráneas para situar el almacén.

## Horario
Horario de apertura del mercado:
- Lunes: De 08.00 a 14.30
- De martes a jueves: De 08.00 a 14.30 y de 17:30 a 20:30
- Viernes: De 7:00 a 20:30
- Sábados: De 7:00 a 15:00